# Giovanni Antonio Burrini

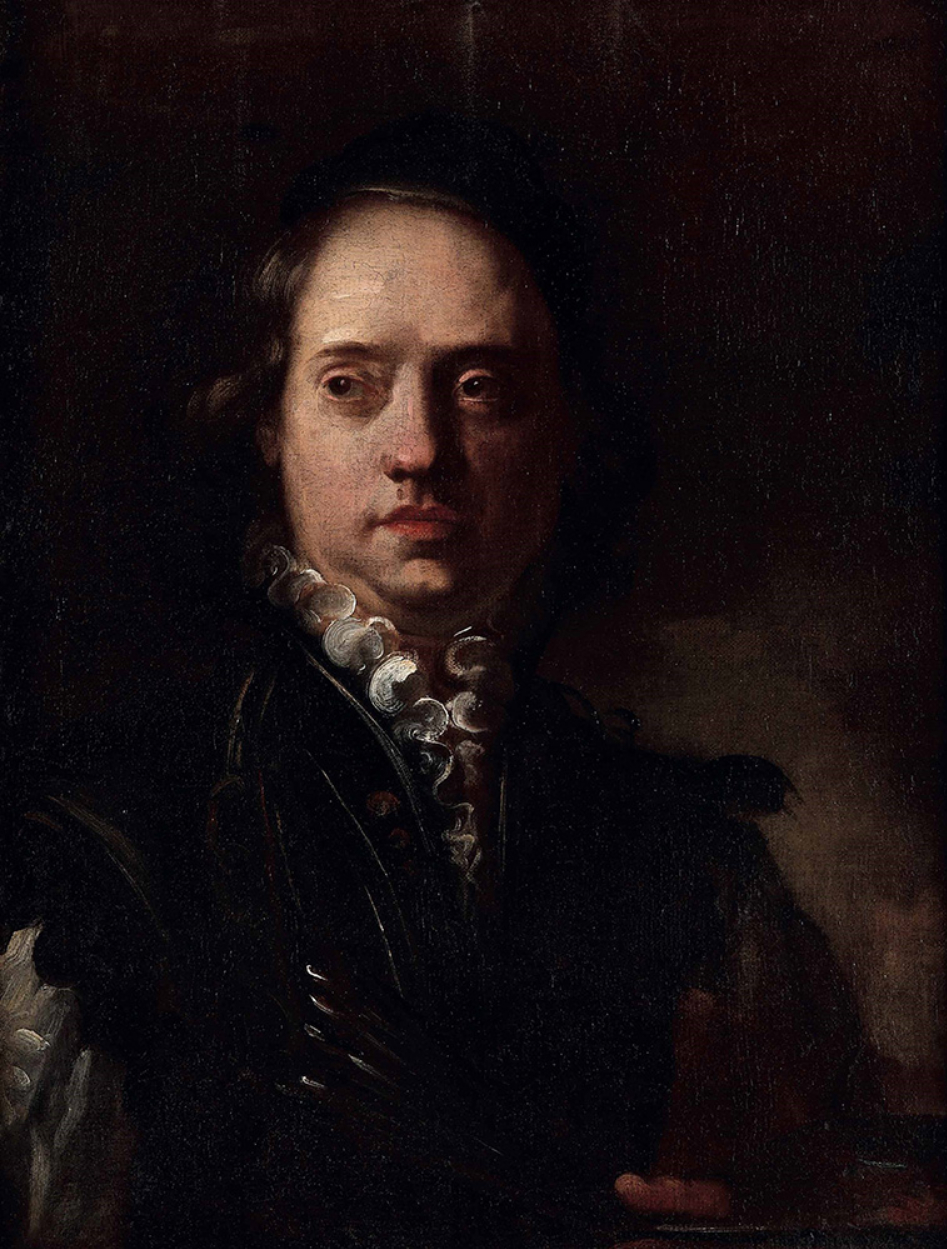
Autorretrato de Gianantonio Burrini

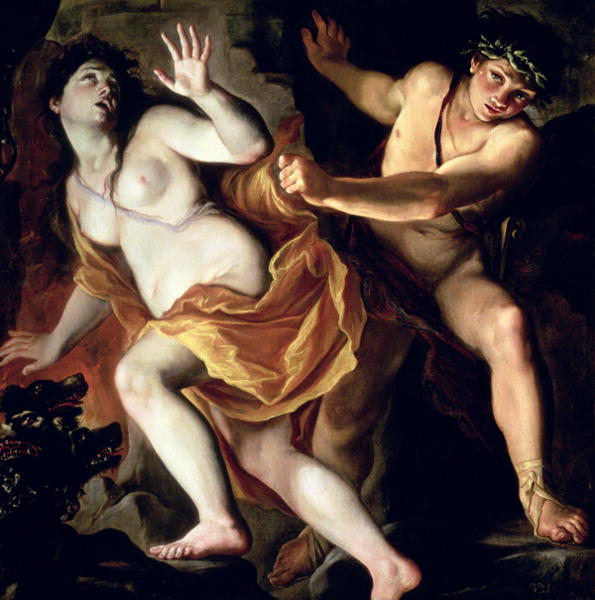
Orfeo y Eurídice, Kunsthistorisches Museum, Viena.

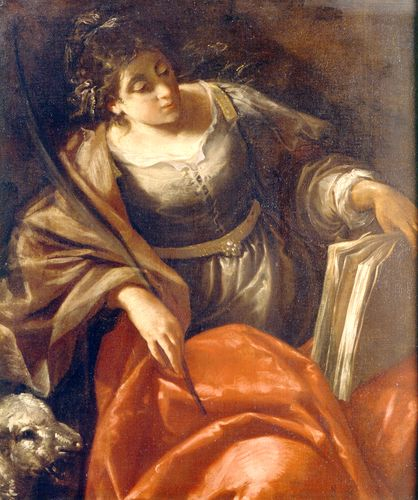
Santa Inés leyendo, Pinacoteca Nazionale, Bolonia.

Giovanni Antonio Burrini (Bolonia, 25 de abril de 1656 - Bolonia, 5 de enero de 1727) fue un pintor italiano, uno de los más dotados de la escuela boloñesa de su tiempo. Su estilo era plenamente barroco, colorido, dramático, impetuoso y apasionado, opuesto al frío refinamiento representado por sus colegas Carlo Cignani y Marcantonio Franceschini.

## Biografía
Realizó su aprendizaje primero en el estudio de Domenico Maria Canuti, hasta 1672, para pasar luego al de Lorenzo Pasinelli, pintor que trabajaba para un público sofisticado deseoso de obtener obras religiosas o mitológicas hermosas y refinadas.
Fue amigo y colaborador de Giuseppe Maria Crespi, pues compartió taller con este artista. Colaboró también con Antonio Francesco Peruzzini pintándole las figuras de algunos de sus paisajes. Trabajó en Turín para los Saboya-Carignan y en Novellara. En 1709 fue uno de los fundadores de la Accademia Clementina en Bolonia.

## Obras destacadas
- José interpreta los sueños (Museo de Varsovia)
- Sansón y Dalila
- Martirio de Santa Victoria
- Frescos de la Villa Albergata, Zola Predosa)
- Martirio de Santa Eufemia (1686, Santa Eufemia, Ravenna)
- Frescos del Palazzo Ruini, Bolonia)
- Frescos de San Giovanni Battista dei Celestini, Bolonia)
- Susana y los viejos (Pinacoteca Nazionale, Bolonia)
- Sacrificio de Isaac (Louvre, París)
- Orfeo y Eurídice (1697)
- Frescos de San Bartolomeo, Bolonia, 1695)
- Martirio de Santa Catalina (Santa Caterina di Saragozza, Bolonia)
- Virgen con los Santos Petronio y Dionisio Areopagita (1684, Chiesa Parrochiale, Monghidoro)
- Adoración de los Reyes Magos (Fogg Art Museum, Cambridge, Massachusetts)
- Baco y Ariadna (colección privada)
- Herminia y los pastores (Pinacoteca Nazionale, Bolonia)
- Niño Jesús, San José y tres santos (Louvre)